# Cataenococcus larai
Cataenococcus larai är en insektsart som beskrevs av Williams 1969. Cataenococcus larai ingår i släktet Cataenococcus och familjen ullsköldlöss. Inga underarter finns listade i Catalogue of Life.